# Finnhytte-Dammsjön
Finnhytte-Dammsjön är en sjö i Hedemora kommun i Dalarna och ingår i Dalälvens huvudavrinningsområde. Sjön har en area på 0,818 kvadratkilometer och ligger 160 meter över havet. Sjön avvattnas av vattendraget Norsån (Garpenbergsån). Vid provfiske har bland annat abborre, gers, lake och mört fångats i sjön.

## Delavrinningsområde
Finnhytte-Dammsjön ingår i det delavrinningsområde (668977-152220) som SMHI kallar för Utloppet av Finnhytte-Dammsjön. Medelhöjden är 187 meter över havet och ytan är 5,7 kvadratkilometer. Räknas de 3 avrinningsområdena uppströms in blir den ackumulerade arean 21,34 kvadratkilometer. Norsån (Garpenbergsån) som avvattnar avrinningsområdet har biflödesordning 2, vilket innebär att vattnet flödar genom totalt 2 vattendrag innan det når havet efter 134 kilometer. Avrinningsområdet består mestadels av skog (72 procent). Avrinningsområdet har 0,81 kvadratkilometer vattenytor vilket ger det en sjöprocent på 16,9 procent. Bebyggelsen i området täcker en yta av 0,22 kvadratkilometer eller 5 procent av avrinningsområdet.

## Fisk
Vid provfiske har följande fisk fångats i sjön:
- Abborre
- Gärs
- Lake
- Mört
- Siklöja